# Burgruine Wessenstein
Die Burgruine Wessenstein ist die Ruine einer Höhenburg in der Gemeinde Stainz (Ortsteil Marhof) im Bezirk Deutschlandsberg in der Steiermark.

## Lage
Die Reste der Burg liegen südlich von Sauerbrunn im Ortsteil Trog auf einem Geländevorsprung zwischen dem Tal des Stainzbaches und des Theussenbaches. Sie befinden sich auf den Grundstücken Nr. 249/2, 249/4 und 251/4 der Katastralgemeinde Trog auf einer Höhe von 465 m ü. A.

## Geschichte
Die Anlage wurde vermutlich Ende des 12. oder Anfang des 13. Jahrhunderts errichtet, damaliger Grundherr war das Geschlecht der Herren von Wildon, ein Ministerialengeschlecht der steirischen Landesherren. Die „Wessensteiner“ werden als Dienstmannen der Wildoner im 13. Jahrhundert erwähnt. 1353 wird die Burg „purckstall zu Webssenstein“ genannt. Für die Zeit nach dem Aussterben der Wessensteiner, das um die Wende vom 13. auf das 14. Jahrhundert angenommen wird, wird auch das Verlassen und Aufgeben der Burg Wessenstein angenommen.
Es wird angenommen, dass der Name vom weißen Stein stammt, aus dem der Burghügel teilweise besteht: Es handelt sich bei diesem Gestein um eine Marmorlinse, die hier als heller, fast weißer kristalliner Marmor in das  sonst dunkle Stainzer Plattengneismassiv eingebettet ist. Dieses Vorkommen ist ca. 20 bis 30 m dick und wurde bis ins 20. Jahrhundert in einem Steinbruch abgebaut, der der Gemeinde gehörte und bis an die Grenzen der Burg reichte. Der weitere Abbau des Gesteins hätte den Bestand der Burganlage gefährdet.

## Anlage
Die Burg hatte eine Ausdehnung von 100 mal 35 Meter. Sie ist nur mehr in geringen Resten erhalten. Im Osten und Westen war die Burg durch zwei Gräben gesichert, im Norden und Süden fällt das Gelände steil in die Täler ab und bedurfte keiner zusätzlichen Sicherung. Die Mauern sind etwa einen Meter dick. Als ursprünglicher Zugang hat sich im östlichen Teil ein Rest des Burgtores erhalten, welches später (nach Errichtung eines Zugangs über einen flacheren Weg im Westen der Anlage) zugemauert wurde. Die Anlage war von einer Ringmauer umgeben, von der sich nur mehr einige Steinlagen an einigen Stellen erhalten haben. Im nördlichen Hang befinden sich Reste eines Zwingers, östlich unterhalb der Burg liegen Reste eines Meierhofes.
Die Burg sicherte eine Straße von Stainz über den Aiblwirt zur Pack und damit einen der Wege über die Koralpe.